# Rosenburg (zámek)
 Rosenburg je hrad v Dolním Rakousku, přestavěný na renesanční zámek. Stojí na strmé skále nad údolím řeky Kamp u města Horn, asi 35 km jihozápadně od Znojma.

## Zámek
Zámek Rosenburg patří k nejkrásnějším svého druhu v Rakousku. Postaven byl už v roce 1175, tehdy ještě jako hrad. Do renesanční podoby byl přebudován v 16. století. Od roku 1681 je v majetku rodiny Hoyosových, která se stará o zachování této jedinečné stavby. Ve velmi dobře udržovaných výstavních prostorách lze zhlédnout ukázky cenného historického nábytku a také rozsáhlou sbírku zbraní.
Zámek Rosenburg je znám také svými zahradami. Součástí velkoryse pojatého zámeckého areálu je i největší dodnes zachovalý turnajový dvorec v Evropě, téměř 100 metrů dlouhá růžová zeď, růžová zahrada s anglickými růžemi Davida Austina a leknínová zahrada.

## Renesanční sokolnický dvůr
Na zámku Rosenburg dodnes žije prastará tradice sokolnictví. O zachování různých druhů dravců, které lze sledovat každý den během předvádění volného letu, se
stará vlastní chovná stanice. V sezóně vždy první víkend v měsíci probíhá sokolnický den, kdy lze celodenně sledovat sokolníky při jejich práci s dravci.

## Konference a oslavy na zámku
Zámek nabízí možnost pronájmu sálů (mramorový sál, stará knihovna, jednací salónek, klenbový sál nebo rytířský sál) pro konání seminářů nebo konferencí, oslav nebo jiné akce.
Zámek též poskytuje možnost pořádání svateb. Církevní obřad se může konat v zámecké kapli, svatební hostina například v zahradách nebo v některém ze slavnostních sálů.